# Пауль Маузер
Па́уль Ма́узер (нім. Peter Mauser; повне ім'я — Петер-Пауль фон Маузер, нім. Peter Paul von Mauser; 27 червня 1838, Оберндорф-ам-Неккар, Пруссія — 28 травня 1914, там само) — німецький інженер-зброяр і промисловець.

## Біографія
Петер-Пауль фон Маузер народився 27 червня 1838 в Оберндорф-ам-Неккарі у Пруссії. Батько Маузера працював майстром-зброярем на державному заводі, де Петер почав працювати у віці 12 років.
У 1859 році Маузер перебував на службі в армії. Перший винахід Маузера — невелика гармата й сталевий снаряд.
1865 року конструктор удосконалив механізм казенної частини голчастої рушниці, що перебувала на озброєнні прусської армії, пізніше удосконалив винахід, суттєво поліпшивши запальне обладнання.
У 1867 році Маузер разом зі старшим братом Вільгельмом відправилися в Льєж (Бельгія), де протягом двох років працювали над вдосконаленням рушничного затвора.
Після свого повернення до Оберндорфу вони створили однозарядну 11-міліметрову гвинтівку й револьвер, прийняті на озброєння в 1871 році. Тоді ж брати Маузери відкрили в Оберндорфі підприємство з виробництва стрілецької зброї, яке згодом перетворилося на величезний завод «Маузер». У тому ж 1871 році Петер Маузер створив нову модель однозарядної гвинтівки, а після появи бездимного порох 1880 року — малокаліберну магазинну гвинтівку, що стала прототипом майже всіх наступних видів стрілецької зброї.
Основна особливість гвинтівки Маузерів полягала в наявності магазинної коробки з обоймою (розташованої поза казенником з ударним механізмом), де в шаховому порядку були покладені патрони, що досилалися в патронник за допомогою рукоятки в задній частині затвора. Останньою моделлю зброї такого типу стала гвинтівка Маузера зразка 1898 року.
1896 року Маузер сконструював автоматичний пістолет (маузер); в 1908 році у модернізованому варіанті він був прийнятий на озброєння армій Німеччини, Чехословаччини й низки інших країн. Крім того, Маузером був розроблений невеликий «цивільний» пістолет.
Помер Маузер у рідному Оберндорф-ам-Неккарі 28 травня 1914 року.